# Liga dos Campeões da CONCACAF de 2016–17 – Fase Final
A Fase Final da Liga dos Campeões da CONCACAF de 2016–17 foi disputada entre os dias 21 de fevereiro até 26 de abril de 2017. Um total de 8 equipes competiram nesta fase.

## Equipes classificadas
O vencedor de cada um dos grupos da fase de grupos se classificou para esta fase.
| Grupo | Vencedor               |
| ----- | ---------------------- |
| A     | Pumas                  |
| B     | Saprissa               |
| C     | Vancouver Whitecaps FC |
| D     | Árabe Unido            |
| E     | Pachuca                |
| F     | New York Red Bulls     |
| G     | Tigres UANL            |
| H     | FC Dallas              |

## Chaveamento
O chaveamento para a fase final é determinado pela classificação na fase de grupos. Os cruzamentos ocorrem da seguinte forma: 1º vs. 8º, 2º vs. 7º, 3º vs. 6º, 4º vs. 5º.
| Chave | Equipe                 | P  | J | V | E | D | GP | GC | SG  |
| ----- | ---------------------- | -- | - | - | - | - | -- | -- | --- |
| 1     | Vancouver Whitecaps FC | 12 | 4 | 4 | 0 | 0 | 10 | 2  | +8  |
| 2     | Árabe Unido            | 12 | 4 | 4 | 0 | 0 | 12 | 5  | +7  |
| 3     | Pachuca                | 10 | 4 | 3 | 1 | 0 | 19 | 4  | +15 |
| 4     | Pumas                  | 9  | 4 | 3 | 0 | 1 | 15 | 5  | +10 |
| 5     | Tigres UANL            | 9  | 4 | 3 | 0 | 1 | 9  | 3  | +6  |
| 6     | Saprissa               | 8  | 4 | 2 | 2 | 0 | 11 | 3  | +8  |
| 7     | FC Dallas              | 8  | 4 | 2 | 2 | 0 | 8  | 4  | +4  |
| 8     | New York Red Bulls     | 8  | 4 | 2 | 2 | 0 | 5  | 1  | +4  |

## Esquema
|  | Quartas-de-final             | Quartas-de-final             | Quartas-de-final             | Quartas-de-final             |   |             | Semifinais               | Semifinais               | Semifinais               | Semifinais               |  |         | Final                     | Final                     | Final                     | Final                     |  |  |
|  | 21 de fevereiro – 2 de março | 21 de fevereiro – 2 de março | 21 de fevereiro – 2 de março | 21 de fevereiro – 2 de março |   |             | 14 de março – 6 de abril | 14 de março – 6 de abril | 14 de março – 6 de abril | 14 de março – 6 de abril |  |         | 19 de abril – 26 de abril | 19 de abril – 26 de abril | 19 de abril – 26 de abril | 19 de abril – 26 de abril |  |  |
|  |                              |                              |                              |                              |   |             |                          |                          |                          |                          |  |         |                           |                           |                           |                           |  |  |
|  | Saprissa                     | 0                            | 0                            | 0                            |   |             |                          |                          |                          |                          |  |         |                           |                           |                           |                           |  |  |
|  | Pachuca                      | 0                            | 4                            | 4                            |   |             |                          |                          |                          |                          |  |         |                           |                           |                           |                           |  |  |
|  | Pachuca                      | 0                            | 4                            | 4                            |   | Pachuca     | 1                        | 3                        | 4                        |                          |  |         |                           |                           |                           |                           |  |  |
|  |                              |                              |                              |                              |   | Pachuca     | 1                        | 3                        | 4                        |                          |  |         |                           |                           |                           |                           |  |  |
|  |                              | FC Dallas                    | 2                            | 1                            | 3 |             |                          |                          |                          |                          |  |         |                           |                           |                           |                           |  |  |
|  | FC Dallas                    | FC Dallas                    | 2                            | 1                            | 3 | 4           | 1                        | 5                        |                          |                          |  |         |                           |                           |                           |                           |  |  |
|  | FC Dallas                    |                              |                              |                              |   | 4           | 1                        | 5                        |                          |                          |  |         |                           |                           |                           |                           |  |  |
|  | Árabe Unido                  | 0                            | 2                            | 2                            |   |             |                          |                          |                          |                          |  |         |                           |                           |                           |                           |  |  |
|  | Árabe Unido                  | 0                            | 2                            | 2                            |   |             |                          |                          |                          |                          |  | Pachuca | 1                         | 1                         | 2                         |                           |  |  |
|  |                              |                              |                              |                              |   |             |                          |                          |                          |                          |  | Pachuca | 1                         | 1                         | 2                         |                           |  |  |
|  |                              | Tigres UANL                  | 1                            | 0                            | 1 |             |                          |                          |                          |                          |  |         |                           |                           |                           |                           |  |  |
|  | Tigres UANL                  | Tigres UANL                  | 1                            | 0                            | 1 | 1           | 3                        | 4                        |                          |                          |  |         |                           |                           |                           |                           |  |  |
|  | Tigres UANL                  |                              |                              |                              |   | 1           | 3                        | 4                        |                          |                          |  |         |                           |                           |                           |                           |  |  |
|  | Pumas                        | 1                            | 0                            | 1                            |   |             |                          |                          |                          |                          |  |         |                           |                           |                           |                           |  |  |
|  | Pumas                        | 1                            | 0                            | 1                            |   | Tigres UANL | 2                        | 2                        | 4                        |                          |  |         |                           |                           |                           |                           |  |  |
|  |                              |                              |                              |                              |   | Tigres UANL | 2                        | 2                        | 4                        |                          |  |         |                           |                           |                           |                           |  |  |
|  |                              | Vancouver Whitecaps FC       | 0                            | 1                            | 1 |             |                          |                          |                          |                          |  |         |                           |                           |                           |                           |  |  |
|  | New York Red Bulls           | Vancouver Whitecaps FC       | 0                            | 1                            | 1 | 1           | 0                        | 1                        |                          |                          |  |         |                           |                           |                           |                           |  |  |
|  | New York Red Bulls           |                              |                              |                              |   | 1           | 0                        | 1                        |                          |                          |  |         |                           |                           |                           |                           |  |  |
|  | Vancouver Whitecaps FC       | 1                            | 2                            | 3                            |   |             |                          |                          |                          |                          |  |         |                           |                           |                           |                           |  |  |

## Quartas de final
As partidas de ida foram disputadas entre os dias 21 e 23 de fevereiro e as partidas de volta foram disputadas entre os dias 28 de fevereiro e 2 de março.
| Equipe 1           | Total | Equipe 2               | 1.º jogo | 2.º jogo |
| ------------------ | ----- | ---------------------- | -------- | -------- |
| New York Red Bulls | 1–3   | Vancouver Whitecaps FC | 1–1      | 0–2      |
| FC Dallas          | 5–2   | Árabe Unido            | 4–0      | 1–2      |
| Saprissa           | 0–4   | Pachuca                | 0–0      | 0–4      |
| Tigres UANL        | 4–1   | Pumas                  | 1–1      | 3–0      |

Todas os horários das partidas seguem o fuso horário (UTC−5).

### Partidas de ida
| 21 de fevereiro de 2017 | Saprissa | 0 – 0     | Pachuca | Estádio Ricardo Saprissa Aymá, Tibás |
| 22:00                   |          | Relatório |         | Árbitro: HON Óscar Moncada           |

| 22 de fevereiro de 2017 | New York Red Bulls  | 1 – 1     | Vancouver Whitecaps FC | Red Bull Arena, Harrison |
| 20:00                   | Wright-Phillips 62' | Relatório | Manneh 39'             | Árbitro: MEX César Ramos |

| 22 de fevereiro de 2017 | Tigres UANL | 1 – 1     | Pumas      | Estádio Universitario, San Nicolás de los Garza |
| 22:00                   | Vargas 41'  | Relatório | Britos 62' | Árbitro: USA Mark Geiger                        |

| 23 de fevereiro de 2017 | FC Dallas                                    | 4 – 0     | Árabe Unido | Toyota Stadium, Frisco |
| 20:00                   | Colmán 40' · Acosta 55', 86' · Barrios 90+1' | Relatório |             | Árbitro: CRC Juan Mora |

### Partidas de volta
| 28 de fevereiro de 2017 | Pachuca                                                | 4 – 0     | Saprissa | Estádio Hidalgo, Pachuca  |
| 22:00                   | Guzmán 29' · Urretavizcaya 31' · Jara 69' · Lozano 80' | Relatório |          | Árbitro: HON Walter López |

Pachuca venceu por 4–0 no placar agregado.
| 1 de março de 2017 | Árabe Unido               | 2 – 1     | FC Dallas           | Estádio Rommel Fernández, Cidade do Panamá |
| 20:00              | Chen 90' · Heraldez 90+3' | Relatório | Heraldez 23' (g.c.) | Árbitro: SLV Jaime Herrera                 |

FC Dallas venceu por 5–2 no placar agregado.
| 1 de março de 2017 | Pumas | 0 – 3     | Tigres UANL                     | Estádio Olímpico Universitário, Cidade do México |
| 22:00              |       | Relatório | Damm 33', 65' · L. Quiñones 87' | Árbitro: MEX Fernando Guerrero                   |

Tigres UANL venceu por 4–1 no placar agregado.
| 2 de março de 2017 | Vancouver Whitecaps FC  | 2 – 0     | New York Red Bulls | Estádio BC Place, Vancouver  |
| 22:00              | Davies 5' · Montero 76' | Relatório |                    | Árbitro: JAM Valdin Legister |

Vancouver Whitecaps venceu por 3–1 no placar agregado.

## Semifinal
As partidas de ida foram disputadas em 14 e 15 de março, e as partidas de volta em 4 e 5 de abril de 2017.
| Equipe 1    | Total | Equipe 2               | 1.º jogo | 2.º jogo |
| ----------- | ----- | ---------------------- | -------- | -------- |
| Tigres UANL | 4–1   | Vancouver Whitecaps FC | 2–0      | 2–1      |
| FC Dallas   | 3–4   | Pachuca                | 2–1      | 1–3      |

Todas os horários das partidas seguem o fuso horário (UTC−4).

### Partidas de ida
| 14 de março de 2017 | Tigres UANL                    | 2 – 0     | Vancouver Whitecaps FC | Estádio Universitario, San Nicolás de los Garza |
| 22:00               | Waston 66' (g.c.) · Vargas 87' | Relatório |                        | Árbitro: HON Óscar Moncada                      |

| 15 de março de 2017 | FC Dallas               | 2 – 1     | Pachuca | Toyota Stadium, Frisco  |
| 20:00               | Urruti 43' · Acosta 58' | Relatório | Jara 3' | Árbitro: PAN John Pitti |

### Partidas de volta
| 4 de abril de 2017 | Pachuca                      | 3 – 1     | FC Dallas  | Estádio Hidalgo, Pachuca      |
| 22:00              | Jara 38' · Lozano 80', 90+2' | Relatório | Colmán 86' | Árbitro: HON Melvin Matamoros |

Pachuca venceu por 4–3 no placar agregado.
| 5 de abril de 2017 | Vancouver Whitecaps FC | 1 – 2     | Tigres UANL              | Estádio BC Place, Vancouver |
| 22:00              | Shea 3'                | Relatório | Gignac 63' · Álvarez 84' | Árbitro: PUR Javier Santos  |

Tigres UANL venceu por 4–1 no placar agregado.

## Final
| Equipe 1    | Total | Equipe 2 | 1.º jogo | 2.º jogo |
| ----------- | ----- | -------- | -------- | -------- |
| Tigres UANL | 1–2   | Pachuca  | 1–1      | 0–1      |

Todas os horários das partidas seguem o fuso horário (UTC−4).

### Partida de ida
| 18 de abril de 2017 | Tigres UANL | 1 – 1     | Pachuca  | Estádio Universitario, San Nicolás de los Garza |
| 22:00               | Sosa 32'    | Relatório | López 3' | Árbitro: USA Mark Geiger                        |

### Partida de volta
| 26 de abril de 2017 | Pachuca  | 1 – 0     | Tigres UANL | Estádio Hidalgo, Pachuca |
| 22:00               | Jara 83' | Relatório |             | Árbitro: MEX César Ramos |